# بكاريس إبطي
بكاريس إبطي (الاسم العلمي:Baccharis axillaris) هو نوع من النباتات يتبع جنس البكاريس من الفصيلة النجمية.